# Kaos en la Red
Kaos en la Red és un mitjà alternatiu d'informació digital pertanyent a l'àmbit de l'esquerra anticapitalista. És gestionat per l'Associació Kaos en la Red, amb seu a Terrassa.Kaosenlared publica els seus continguts sota la llicència Creative Commons CC-BY.

## Història
L'origen de Kaos en la Red és l'emissora de ràdio lliure Radio Kaos, creada el 1987 a Terrassa. Inicialment es trobava en els locals del Centre Cívic de Ca n'Anglada però els conflictes amb l'ajuntament van comportar la cessió d'un local per a la continuïtat de les activitats de Radio Kaos i altres entitats juvenils.
El 2001, les activistes que havien portat el projecte radiofònic fins llavors van decidir fer el salt a internet. Kaosenlared.net va començar la seva publicació el juliol de 2001, amb el propòsit de lluitar contra l'hegemonia cultural del pensament únic i de convertir-se en un referent en la difusió de les informacions i opinions dels moviments socials de caràcter socialista, anarquista, ecologista i de l'esquerra anticapitalista en general, al costat d'altres mitjans informatius pioners d'esquerra anticapitalista als quals es considera proper (Rebelion, La Haine, Indymedia, Nodo50, etc.).

## Filosofia
Kaos en la Red declara com a principis bàsics:
- Caràcter no professional
- Funcionament autogestionat
- Autonomia i independència. Declaren trobar-se al marge de «qualsevol grup de pressió polític o econòmic».
- Esperit crític i amplitud de mires